# Бариано
Бариа̀но (на италиански: Bariano; на ломбардски: Barià, Бария) е малкло градче и община в Северна Италия, провинция Бергамо, регион Ломбардия. Разположено е на 114 m надморска височина. Населението на общината е 4309 души (към 2017 г.).